# 부산광역시의 무형문화재
부산광역시의 무형문화재는 무형문화재 중에서 부산광역시 내에 있는 문화재를 의미한다. 2011년 11월 30일 현재 18건의 무형문화재가 지정되어 있으며, 1건의 무형문화재가 지정해제되었다.

## 지정목록
| 번호 | 사진 | 명칭                                        | 소재지                                              | 전승자 | 지정일                                          | 참조 |
| 1호  |      | 범음.범패 (범음.범패)                       | 부산 부산전역                                       | | 1972년 11월 5일 지정                            |      |
| 2호  |      | 수영농청놀이 (水營農廳놀이)                 |                                                     | - 보유자: 오성곤, 신말순, 유정오, 김채우, 홍태춘, - 전수교육조교: 이경자, 박정규, 정희숙, 이장우, 이종숙, 김현일 | 1972년 2월 18일 지정                            |      |
| 3호  |      | 동래학춤 (東萊鶴춤)                         | 부산 동래구 온천동 산13-3                           | - 보유자: 이성훈, 김태형, 김정영, 이광호, 김향옥, 백정호, 이치종                                                 | 1972년 9월 19일 지정                            |      |
| 4호  |      | 동래지신밟기 (東萊地神밟기)                 | 부산 동래구 우장춘로195-46                          | - 보유자: 장재근, 심옥자, 김준호 - 전수교육조교: 박지영, 이선구, 강옥영, 임도영, 한옥이, 손익식, 오상흔          | 1977년 12월 13일 지정                           |      |
| 5호  |      | 충렬사제향 (忠烈祠祭享)                     | 부산 동래구 충렬대로 345(충렬사)                    | - 보유자: 구현옥, 송동록, 양운학 - 전수교육조교: 김부룡, 김진화, 양진만, 송병진, 김남식, 문응한, 박희진, 이세희  | 1979년 2월 2일 지정                             |      |
| 6호  |      | 부산농악 (釜山農樂)                         | 부산 서구 대신공원로 34-91                          | - 보유자: 이용환, 강신일, 박종환 - 전수교육조교: 김경종, 이형곤, 김상헌, 정동훈, 이복남, 이정현                  | 1980년 2월 12일 지정                            |      |
| 7호  |      | 다대포후리소리 (多大浦후리소리)             | 부산 사하구 다대1동 468-6                           | - 보유자: 백종근 - 전수교육조교: 전영철, 배일호, 박정숙, 조영식, 강애경, 이정애, 길태영                          | 1987년 7월 2일 지정                             |      |
| 8호  |      | 가야금산조(강태홍류) (伽倻琴散調(姜太弘流)) | 부산 동래구 온천1동 87-1                            | - 전수교육조교: 김혜진, 이문희, 오해향                                                                           | 1989년 7월 6일 지정                             |      |
| 9호  |      | 부산영산재 (釜山靈山齋)                     | 부산 사상구 모라2동 159-1                           | - 보유자: 김송택 - 전수교육조교: 최장학, 박용채, 오인순, 문철남, 서종국                                          | 1993년 4월 20일 지정                            |      |
| 10호 |      | 동래고무 (東萊鼓舞)                         | 부산 동래구 우장춘로195-46                          | - 보유자: 김은경 - 전수교육조교: 박순희, 전정숙, 김정애, 문선임, 김순애, 윤여숙, 박선홍                          | 1993년 12월 28일 지정                           |      |
| 11호 |      | 구덕망깨소리                                | 부산 서구 대신공원로 34-91                          | - 보유자: 하준섭, 하정규, 김귀엽 - 전수교육조교: 허인대, 정정술, 이승신, 이소영, 김혜정, 채화석, 이동진, 이광용  | 2001년 10월 17일 지정, 2019년 4월 24일 명칭변경 |      |
| 12호 |      | 주성장 (鑄成匠)                             | 부산 기장군 정관읍 용수리                           | - 보유자: 박한종 - 전수교육조교: 박성혁                                                                          | 2004년 10월 4일 지정                            |      |
| 13호 |      | 사기장 (沙器匠)                             | 부산 기장군 일광읍 원리                             | - 보유자: 김영길                                                                                                 | 2005년 3월 3일 지정                             |      |
| 14호 |      | 동래한량춤 (東萊閑良춤)                     | 부산 동래구 온천동 산13-3 (사) 부산민속예술보존협회 | - 보유자: 김진홍 - 전수교육조교: 박성호, 박상용                                                                  | 2005년 12월 27일 지정                           |      |
| 15호 |      | 불화장 (佛畵匠)                             | 부산 북구 구포2동                                   | - 보유자: 권영관                                                                                                 | 2008년 12월 16일 지정                           |      |
| 16호 |      | 아쟁산조 (牙箏散調)                         | 부산 동래구                                         | - 보유자: 박용태                                                                                                 | 2009년 12월 7일 지정                            |      |
| 17호 |      | 화혜장 (靴鞋匠)                             | 부산 사하구                                         | - 보유자: 안해표 - 전수교육조교: 이정순, 안동일                                                                  | 2010년 9월 20일 지정                            |      |
| 18호 |      | 부산 고분도리걸립 (부산 고분도리걸립)       | 부산 서구                                           | 부산구덕민속예술보존협회 - 보유자: 정우수, 강정수 - 전수교육조교: 오일남, 김재현, 이주헌, 성낙길, 최의철, 김한동 | 2011년 3월 26일 지정                            |      |
| 19호 |      | 선화 (禪畵)                                 | 부산 수영구                                         | - 보유자: 박만식(성각)                                                                                           | 2013년 5월 13일 지정                            |      |
| 20호 |      | 목조각장 (木彫刻匠)                         | 부산 강서구 대저2동 신노전로 63                     | - 보유자: 이강현(청원) - 전수교육조교: 김평기, 정원태, 김대현                                                    | 2013년 5월 8일 지정                             |      |
| 21호 |      | 지연장 (紙鳶匠)                             | 부산 동래구                                         | - 보유자: 배무삼 - 전수교육조교: 배호균                                                                          | 2014년 1월 1일 지정                             |      |
| 22호 |      | 수영지신밟기                                | 부산 수영구                                         | 수영지신밟기 보존회 - 보유자: 김기출, 배현열 - 전수교육조교: 곽명순, 김종열, 최연창, 김병립, 문금순, 백점숙      | 2014년 1월 1일 지정                             |      |
| 23호 |      | 부산 기장 오구굿                            | 부산 기장군                                         | - 보유자: 김동언, 김동열 - 전수교육조교: 서한나, 김진환                                                          | 2014년 1월 1일 지정                             |      |
| 24호 |      | 전각장 (篆刻匠)                             | 부산 금정구                                         | - 보유자: 안정환                                                                                                 | 2015년 3월 25일 지정                            | ,    |
| 25호 |      | 하단돛배 조선장                             | 부산 사하구                                         | - 보유자: 김창명 - 전수교육조교: 조옥근                                                                          | 2016년 12월 28일 지정                           | ,    |
| 26호 |      | 동장각장(銅章刻匠)                          | 부산 해운대구                                       | | 2018년 2월 28일 지정                            |      |